# Katy Perry: Part of Me
Katy Perry: Part of Me (também conhecido como Katy Perry: Part of Me 3D ou P.O.M. 3D) é um documentário musical exibido em 3D sobre a vida pessoal e profissional da cantora Katy Perry. Dirigido por Dan Cutforth e Jane Lipsitz e produzido pela artista juntamente com Brian Grazer, Martin Kirkup, Bradford Cobb, Steven Jensen; o filme foi lançado em 5 de julho de 2012 nos Estados Unidos, e em 3 de agosto no Brasil, pela Paramount Pictures. O trabalho serve como o encerramento da era de seu segundo álbum de estúdio Teenage Dream (2010). Perry se juntou a marca de refrigerante Pepsi para promover o trabalho através de televisão, rádios e publicidade digital, além de oferecer aos consumidores a chance de ganhar viagens para assistir à estréia mundial do filme em Los Angeles, que incluirá uma performance ao vivo de Perry.

## Indicações
| Ano  | Premiação          | Categoria                         | Resultado |
| 2012 | Teen Choice Awards | Choice Summer Movie: Comedy/Music | Venceu    |